# رایلی هیل (بازیگر استرالیایی)
رایلی هیل (انگلیسی: Raelee Hill؛ زادهٔ ۲۴ اکتبر ۱۹۷۲) بازیگر اهل استرالیا است. وی از سال ۱۹۹۳ میلادی تاکنون مشغول فعالیت بوده‌است.
از فیلم‌ها یا برنامه‌های تلویزیونی که وی در آن نقش داشته‌است، می‌توان به خانه و دوری، نجات: عملیات ویژه، بازگشت سوپرمن و همسایگان اشاره کرد.